# Pereto
Pereto je italské město v oblasti Abruzzo, v provincii L'Aquila. Motto města zní: Pereto, brána Abruzza.
Staré marsické centrum leží při hranicích s Laziem, na svahu Monte Fontecellese. Charakteristickým znakem obce je středověký hrad s věží ze 13. století, patřící v minulosti rodu Collona, který jej získal od neapolského krále na konci 15. století.

## Historie
První písemná zmínka o obci je z roku 1097, kdy byla darována klášteru Montecassino.

## Vývoj počtu obyvatel
Počet obyvatel

## Slavní obyvatelé města
- Gian Gabriello Maccafani, spisovatel
- Antonio Vendettini, historik
- Angelo Penna, teolog

## Památky
- kostel Madonny dei Bisognosi
- kostel San Giorgio z 16. století
- kostel San Giovanni Battista z 16. století

## Náboženství
Patronem obce je svatý Jiří.